# Virus New Delhi des feuilles enroulées de la tomate
Begomovirus solanumdelhiense
Espèce
Synonymes
- Tomato leaf curl New Delhi virus (ICTV, 2005)
- Tomato leaf curl virus-New Delhi (ICTV, 1999)

Begomovirus solanumdelhiense, appelé le virus New Delhi des feuilles enroulées de la tomate (ToLCNDV, Tomato leaf curl New Delhi virus), est un phytovirus du genre Begomovirus (famille des Geminiviridae) originaire du sous-continent indien. C'est un virus à ADN à simple brin, dont le génome circulaire, bipartite, est constitué de deux composants (ADN-A et ADN-B) d'environ 2,5 à 2,7 kb. Le composant ADN-A peut se répliquer de manière autonome, cependant le composant ADN-B est nécessaire pour l'infection systémique des plantes.
Le virus New Delhi de la tomate est transmis principalement par l'aleurode du tabac, (Bemisia tabaci) selon le mode circulant et persistant. Ce virus, isolé pour la première fois en 1995 sur la tomate, en Inde, affecte gravement les cultures de courgettes et concombres dans plusieurs pays méditerranéens depuis les années 2010. 
Ce virus émergent est devenu en Inde l'agent pathogène le plus important pour les cultures de tomates. En quelques années, il a étendu de façon importante son aire de diffusion, jusqu'au Moyen-Orient et à la Méditerranée occidentale, et sa gamme d'hôtes qui comprend plus de 40 espèces, parmi lesquelles des cultures économiquement très importantes comme la tomate, la courgette, le soja, la pomme de terre ou le tabac.
Le ToLCNDV est associé  dans des infections naturelles avec des ADN satellites (satellites alpha ou béta) qui peuvent moduler sa pathogenèse, y compris sa gamme d'hôtes. 

## Génome
Le ToLCNDV est un bégomovirus, virus à ADN à simple brin. Il se caractérise par son génome bipartite, c'est-à-dire qu'il possède deux composants génomiques, nommés ADN-A et ADN-B, longs chacun d'environ 2800 nucléotides. L'ADN-A contient les gènes AV1 et AV2 dans le sens du brin viral (orientation positive)  et AC1, AC2, AC3 et AC4 dans le sens complémentaire (orientation négative). 
L'ADN-B contient le gène BV1 dans  le sens du brin viral et le gène BC1 dans le sens complémentaire. Dans les deux molécules (ADN-A et ADN-B), les gènes orientés dans le sens positif et dans le sens négatif sont séparés par une région intergénique contenant une région commune (CR) composée des mêmes séquences de nucléotides dans l'ADN-A et l'ADN-B. La principale caractéristique topologique de la région commune est une structure en épingle à cheveux avec un nonanucléotide (TAATATT/AC) qui couvre l'origine de réplication du brin viral (v-ori),. 
L'ADN-A du ToLCNDV code des protéines impliquées dans la réplication du virus : protéine Rep (replication‐associated protein,) d'initiation de la réplication (AC1), protéine REn (replication enhancer protein) activatrice de réplication (AC2), protéine TrAP (transcriptional activator protein) d'activation de la transcription (AC3). Le gène AV1 code une protéine d'enveloppe impliquée dans la transmission par les insectes. Les fonctions précises des deux gènes  AV2 et AC4 restent incertaines mais ils sont impliqués dans le mouvement viral (AV2) et dans la pathogénicité (AC4).
L'ADN-B code une protéine de mouvement MP (BV1) et une protéine nucléaire navette NSP (BC1), impliquées dans les mouvements inter- et  intracellulaires, respectivement,.
| Segment | Gène | Sens | Protéine codée | Fonction |
| ------- | ---- | ---- | -------------- | --- |
| ADN-A   | AV1  | +    | CP             | protéine de capside, joue un rôle dans la transmission et le mouvement                                      |
| ADN-A   | AV2  | +    | MP             | protéine de mouvement                                                                                       |
| ADN-A   | AC1  | -    | Rep            | protéine de réplication du virus, interaction spécifique avec des séquences d'ADN de la région intergénique |
| ADN-A   | AC2  | -    | REn            | protéine activatrice de réplication                                                                         |
| ADN-A   | AC3  | -    | TrAP           | protéine d'activation de la transcription                                                                   |
| ADN-A   | AC4  | -    |                | agit au niveau de l’expression des symptômes et du mouvement                                                |
| ADN-B   | BV1  | +    | MP             | protéine de mouvement                                                                                       |
| ADN-B   | BC1  | -    | NSP            | protéine nucléaire navette                                                                                  |

## Plantes-hôtes
Le ToLCNDV affecte une large gamme de plantes-hôtes, principalement dans les familles des Solanaceae et Cucurbitaceae, et le nombre d'hôtes nouveaux pourrait augmenter. 
Parmi les hôtes signalés figurent notamment les suivants : 
- Solanaceae : Capsicum annuum (piment), Cestrum nocturnum (jasmin de nuit), Datura stramonium (datura), Nicotiana tabacum (tabac), Solanum lycopersicum (tomate), Solanum melongena (aubergine), Solanum nigrum (morelle noire), Solanum tuberosum (pomme de terre) ;
- Cucurbitaceae : Benincasa hispida (courge cireuse), Citrullus lanatus (pastèque), Coccinia grandis (courge écarlate), Cucumis melo (melon), Cucumis sativus (concombre), Cucurbita ficifolia (courge de Siam), Cucurbita maxima (potiron), Cucurbita moschata (courge musquée), Cucurbita pepo (courgette), Ecballium elaterium (concombre d'âne), Lagenaria siceraria (calebasse), Luffa aegyptiaca (luffa), Momordica charantia (melon amer), Trichosanthes cucumerina (concombre serpent) ;
- Malvaceae : Abelmoschus esculentus (gombo), Gossypium hirsutum (coton mexicain), Hibiscus cannabinus (chanvre du Deccan) ;
- Asteraceae : Eclipta prostrata (eclipta), Parthenium hysterophorus (fausse camomille), Sonchus oleraceus (laiteron) ;
- Autres familles : Daucus carota (carotte), Calotropis procera (pommier de Sodome), Catharanthus roseus (pervenche de Madagascar), Carica papaya (papayer), Chenopodium album (chénopode blanc), Convolvulus arvensis (liseron des champs), Sauropus androgynus, Cyamopsis tetragonoloba (guar), Glycine max (soja), Jasminum multiflorum (faux jasmin), Papaver somniferum (pavot somnifère), Saccharum edule, Rumex dentatus.

## Symptômes
Les symptômes d'une infection par le virus New Delhi de la tomate varient selon l'espèce de plante-hôte et les conditions de croissance. Parmi les symptômes courants, on peut noter un rabougrissement et une perte de vigueur très prononcée des plantes. 
Chez la tomate, les plantes infectées présentent des symptômes typiques, notamment l'enroulement du bord des feuilles vers le haut ou vers le bas et le gaufrage du limbe, le jaunissement des nervures, des marbrures jaunes, des cloques sur les feuilles. Aux derniers stades de l'infection, les plantes paraissent rabougries avec des entre-nœuds raccourcis et présentent une nouaison altérée, entraînant la perte de la récolte. 
Chez les courgettes et les melons, les jeunes feuilles montrent des symptômes d'enroulement et de recroquevillement, ainsi qu'un jaunissement internervaire avec le gonflement des nervures foliaires chez les concombres, et chez les melons une mosaïque sévère, qui peut affecter négativement la productivité et donc le rendement, ainsi que la qualité des produits. 
Il est probable que la gravité des symptômes dépende des espèces végétales, de l'environnement, des conditions de croissance et des infections mixtes potentielles avec d'autres virus végétaux, et même de la présence de bétasatellites associés au ToLCNDV. Cependant aucun bétasatellite n'a encore été trouvé dans les cultures de cucurbitacées du bassin méditerranéen,.

## Distribution
Détecté d'abord en Inde en 1995, le ToLCNDV s'est largement répandu au cours des années suivantes dans le Sud de l'Asie,  principalement chez les Solanaceae et les Cucurbitaceae, dans le sous-continent indien (Bangla Desh, Sri Lanka, Pakistan), à l'Est (Thaïlande, Malaisie, Indonésie, Philippines, Taïwan) et à l'ouest (Iran). Le virus a été détecté  en Iran en 2012 dans des cultures de melon (Cucumis melo). Il est ensuite apparu dans le bassin méditerranéen, où il a été détecté pour la première fois en Espagne en 2012  et les années suivantes dans d'autres pays comme l'Italie, la Tunisie, le Maroc et la Grèce. Il est également présent, en septembre 2020, en Afrique du Nord, aux Seychelles, au Portugal, dans les pays baltes (Lituanie, Estonie) et en Slovénie.
Le virus a été signalé pour la première fois dans le Sud de la France (régions PACA et Occitanie) en septembre 2020 dans des cultures de courgettes.
L'examen de séquences nucléotidiques a montré que la structure génétique des populations de ToLCNDV dans le bassin méditerranéen semble être génétiquement homogène avec des isolats appartenant au génotype nommé ToLCNDV-ES  et assez différenciée des isolats de ToLCNDV signalés dans le sous-continent indien.
Cela suggère qu'il est possible que cette population virale envahissante provienne d'une seule introduction.
La souche la plus répandue en Europe (ToLCNDV-ES) est particulièrement adaptée aux Cucurbitaceae, alors que les isolats signalés en Asie sont mieux adaptés aux cultures de Solanaceae. Ces derniers pourraient donc présenter un risque supplémentaire pour l'agriculture européenne.

## Transmission
La transmission horizontale (de plante à plante) de ce virus se fait principalement par un insecte vecteur hémiptère, Bemisia tabaci (l'aleurode du tabac ou mouche blanche de la patate douce). La transmission se fait selon le mode circulant et persistant, ce qui signifie que l'insecte vecteur fait l'acquisition du virus et peut rester virulifère tout au long de sa vie. 
La dispersion du ToLCNDV est associée au mouvement du vecteur. Localement, les aleurodes se déplacent rarement d'une plante à l'autre. A longue distance, leur dispersion  peut être facilitée par le vent et l'activité humaine de propagation du matériel végétal. Il est possible que les populations d'aleurodes passent d'une culture à une autre, en particulier lorsqu'une culture est récoltée ou abandonnée,. 
La transmission par les semences contaminées a été décrite pour ce virus au moins sur courgette (Cucurbita pepo, mais ce sujet reste controversé. Toutefois, ce mode de transmission  par les semences a été signalé récemment chez la tomate pour une espèce de virus proche, le TYLCV (virus des feuilles jaunes en cuillère de la tomate), et des isolats proches se sont révélés transmissibles par les semences. L'expansion de la maladie peut aussi résulter du transport et de l'utilisation de plants infectés.
Le virus est limité au phloème végétal et Les plantes hôtes peuvent être infectées expérimentalement par inoculation mécanique.

## Méthodes de lutte
Comme c'est le cas de tous les phytovirus, il n'existe pas de méthode de lutte directe permettant de guérir les plantes infectées. La lutte repose essentiellement sur les traitements insecticides contre les insectes-vecteurs (aleurodes du tabac) ou sur la culture en serres étanches aux insectes, ainsi que sur des méthodes de prévention sanitaire (choix de plants sains, élimination des plantes infectées). 
Il est nécessaire aussi d'éviter les cultivars les plus sensibles, mais on n'a pas encore (en 2020) identifié des cultivars résistants ou tolérants au ToLCNDV.
Toutefois, à ce jour (2020), quatre accessions seulement de Cucurbita moschata se sont révélées asymptomatiques ou présentant des symptômes bénins après une infection au ToLCNDV, et pourraient être des candidats potentiels comme sources de résistance au ToLCNDV chez les Cucurbitaceae. D'autre part, 13 accessions de tomate contenant des gènes Ty ont montré une résistance au  ToLCNDV, avec une période de latence retardée, des symptômes bénins et une faible accumulation de virus en comparaison avec des génotypes sensibles. Cependant, ces accessions ne peuvent pas être utilisée directement en culture en raison de leurs caractéristiques agronomiques inacceptables,.